# Histiocytoza
Histiocytoza – grupa rzadko występujących chorób, których wspólną cechą jest występowanie nadmiernej liczby histiocytów, czyli makrofagów tkankowych.
Według Amerykańskiego Stowarzyszenia Histiocytozy, w 1 na 200000 porodów na rok rodzi się noworodek z histiocytozą. Większość przypadków histiocytozy rozpoznaje się przed 10. rokiem życia.

## Klasyfikacja
Według klasyfikacji WHO zaproponowanej w 1999, histiocytozę można podzielić na 3 kategorie, ale istnieją również klasyfikacje ICD-10 i MeSH, które nieco się różnią:
| Nazwa                                      | WHO | ICD-10 | MeSH                                   |
| Histiocytoza komórek Langerhansa (LCH)     | I   | D76.0  | Histiocytoza z komórek Langerhansa     |
| Młodzieńczy żółtakoziarniniak (JXG)        | II  | D76.3  | Histiocytoza z komórek nie-Langerhansa |
| Lymfohistiocytoza z erytrofagocytozą (HLH) | II  | D76.1  | Histiocytoza z komórek nie-Langerhansa |
| choroba Niemanna-Picka                     | -   | E75.2  | Histiocytoza z komórek nie-Langerhansa |
| Zespół niebieskich histiocytów             | -   | -      | Histiocytoza z komórek nie-Langerhansa |
| Ostra białaczka monocytowa                 | III | C93.0  | Złośliwe zaburzenia histiocytarne      |
| Histiocytoza złośliwa                      | III | C96.1  | Złośliwe zaburzenia histiocytarne      |
| Choroba Erdheima-Chestera                  | -   | C96.1  | Złośliwe zaburzenia histiocytarne      |

W histiocytozie komórek Langerhansa wyróżnia się typy: ziarniniak kwasochłonny, choroba Handa-Schüllera-Christiana, choroba Abta-Letterera-Siwego i histiocytoza X.